# 李永成
李永成（英語：Wilson Li Wing-shing，1975年5月18日—），香港政治人物，前民主黨副主席及前沙田區政成員，前香港沙田區議會烏溪沙選區議員。

## 從政
畢業後任鄭家富議員助理，2005年起任劉慧卿辦事處總幹事。
2007年區議會選舉，當年前綫成員的李氏到第一城選區參選，最終落敗。
2008年11月23日，前綫通過與民主黨合併，李隨後加入民主黨。
2011年香港區議會選舉，李氏在2011年區議會選舉，出選華都選區接潘忠賢棒，最終落敗。
2015年香港區議會選舉，民主黨派李永成到烏溪沙參選，選區範圍包括烏溪沙、雅典居、銀湖天峰及迎海第一至五期。對手是民建聯黨員蕭震然，最後李以1,567票當選，而蕭則得到1,121票。其後李永成跟隨前綫系其他成員因將軍澳都善選區爭議，於2018年12月退出民主黨。
2019年香港區議會選舉，李永成取得六成選票，多於民建聯吳卓璟及無黨派候選人蔡佳鏗而成功連任。
李永成於2021年7月7日宣佈辭任沙田區議會（烏溪沙選區）議員，即時生效。